# Минковка
Минко́вка (укр. Минківка) — село в Валковской городской общине Богодуховского района Харьковской области Украины.
Код КОАТУУ — 6321284501. Население по переписи 2001 г. составляет 443 (211/232 м/ж) человека.
До 2020 года является административным центром Минковского сельского совета, в который, кроме того, входили сёла
Великая Кадыгробовка,
Водяная Балка,
Гребенники,
Лисконоги,
Манилы,
Мирошники и
Тугаевка.

## Географическое положение
Село Минковка находится в начале балок Кислякова и Куцый Яр, в 10 км от г. Валки, на расстоянии в 2 км от сёл Лисконоги, Рудой Байрак, Яхременки, Гребенники и Манилы.
Часть села, отделенная от основной части садами, раньше называлась Божки.

## История
- 1824 - дата основания.

## Экономика
- В селе есть молочно-товарная и свинотоварная фермы.

## Объекты социальной сферы
- Школа І ст., филия КЗ "Валковский лицей им.А.Масельского"
- Фельдшерско-акушерский пункт.
- Дом культуры.
- Библиотека.

## Достопримечательности
- Памятник козаку Мине - легендарному основателю села.
- Братская могила советских воинов и Памятный знак воинам-односельчанам. Похоронено 149 чел.
- Братская могила жертв фашизма. 1943 г.
- Мемориальная доска на честь писателя-земляка, известного украинского прозаика и драматурга Василя Минка.
- Мемориальная доска на честь Савченка Анатолия - воина-интернационалиста, погибшего в Афганистане.